# Джобі Макенафф
Джобі Макенафф (англ. Jobi McAnuff, нар. 9 листопада 1981, Лондон) — англійський і ямайський футболіст, півзахисник клубу «Лейтон Орієнт».
Уродженець Лондона Джобі прийняв пропозицію грати за національну збірну Ямайку, батьківщини свого батька.
Виступав, зокрема, за клуб «Редінг», а також національну збірну Ямайки.

## Клубна кар'єра
Народився 9 листопада 1981 року в місті Лондон. Вихованець футбольної школи клубу «Вімблдон». Дорослу футбольну кар'єру розпочав 2001 року в основній команді того ж клубу, в якій провів три сезони, взявши участь у 96 матчах чемпіонату.
Згодом з 2004 по 2009 рік грав у складі команд клубів «Вест Гем Юнайтед», «Кардіфф Сіті», «Крістал Пелес» та «Вотфорд».
Своєю грою за останню команду привернув увагу представників тренерського штабу клубу «Редінг», до складу якого приєднався 2009 року. Відіграв за клуб з Редінга наступні п'ять сезонів своєї ігрової кар'єри. Більшість часу, проведеного у складі «Редінга», був основним гравцем команди.
Протягом 2014—2016 років захищав кольори команди клубу «Лейтон Орієнт».
До складу клубу «Стівенідж Боро» приєднався 2016 року. Відтоді встиг відіграти за клуб з Стівеніджа 17 матчів в національному чемпіонаті.
2017 повернувся до складу команди клубу «Лейтон Орієнт».

## Виступи за збірну
2002 року дебютував в офіційних матчах у складі національної збірної Ямайки. Провів у формі головної команди країни 32 матчі, забивши 1 гол.
У складі збірної був учасником Золотого кубка КОНКАКАФ 2015 року у США та Канаді, де разом з командою здобув «срібло», Кубка Америки 2015 року у Чилі, Кубка Америки 2016 року у США.

## Статистика виступів

### Статистика клубних виступів
| Сезон                  | Команда                | Чемпіонат              | Чемпіонат | Чемпіонат | Національний кубок | Національний кубок | Національний кубок | Континентальні кубки | Континентальні кубки | Континентальні кубки | Інші змагання | Інші змагання | Інші змагання | Усього | Усього |
| Сезон                  | Команда                | Ліга                   | Ігор      | Голів     | Ліга               | Ігор               | Голів              | Ліга                 | Ігор                 | Голів                | Ліга          | Ігор          | Голів         | Ігор   | Голів  |
| ---------------------- | ---------------------- | ---------------------- | --------- | --------- | ------------------ | ------------------ | ------------------ | -------------------- | -------------------- | -------------------- | ------------- | ------------- | ------------- | ------ | ------ |
| 2005–06                | «Крістал Пелес»        | ПДФЛ                   | 41+2      | 7         | КА+КЛ              | 2+2                | 1+0                | -                    | -                    | -                    | -             | -             | -             | 47     | 8      |
| 2006–07                | «Крістал Пелес»        | ПДФЛ                   | 34        | 5         | КА+КЛ              | 2+0                | 1                  | -                    | -                    | -                    | -             | -             | -             | 36     | 6      |
| Усього «Крістал Пелес» | Усього «Крістал Пелес» | Усього «Крістал Пелес» | 75+2      | 12        |                    | 6                  | 2                  |                      | -                    | -                    |               | -             | -             | 83     | 14     |
| 2007–08                | «Вотфорд»              | ПДФЛ                   | 39+2      | 2         | КА+КЛ              | 2+0                | 0                  | -                    | -                    | -                    | -             | -             | -             | 43     | 2      |
| 2008–09                | «Вотфорд»              | ПДФЛ                   | 40        | 3         | КА+КЛ              | 3+2                | 0                  | -                    | -                    | -                    | -             | -             | -             | 45     | 3      |
| серп. 2009             | «Вотфорд»              | ПДФЛ                   | 3         | 0         | КА+КЛ              | 0+1                | 0                  | -                    | -                    | -                    | -             | -             | -             | 4      | 0      |
| Усього «Вотфорд»       | Усього «Вотфорд»       | Усього «Вотфорд»       | 82+2      | 5         |                    | 8                  | 0                  |                      | -                    | -                    |               | -             | -             | 92     | 5      |
| серп. 2009–10          | «Редінг»               | ПДФЛ                   | 36        | 3         | КА+КЛ              | 5+0                | 0                  | -                    | -                    | -                    | -             | -             | -             | 41     | 3      |
| 2010–11                | «Редінг»               | ПДФЛ                   | 40+3      | 4+1       | КА+КЛ              | 4+0                | 0                  | -                    | -                    | -                    | -             | -             | -             | 47     | 5      |
| 2011–12                | «Редінг»               | ПДФЛ                   | 40        | 5         | КА+КЛ              | 1+1                | 0                  | -                    | -                    | -                    | -             | -             | -             | 42     | 5      |
| 2012–13                | «Редінг»               | ПЛ                     | 38        | 0         | КА+КЛ              | 1+2                | 1+0                | -                    | -                    | -                    | -             | -             | -             | 41     | 1      |
| 2013–14                | «Редінг»               | ПДФЛ                   | 35        | 2         | КА+КЛ              | 0                  | 0                  | -                    | -                    | -                    | -             | -             | -             | 35     | 2      |
| Усього «Редінг»        | Усього «Редінг»        | Усього «Редінг»        | 189+3     | 14+1      |                    | 14                 | 1                  |                      | -                    | -                    |               | -             | -             | 206    | 16     |
| 2014–15                | «Лейтон Орієнт»        | ПФЛ                    | 34        | 3         | КА+КЛ              | 0+2                | 0                  | -                    | -                    | -                    | ТФЛ           | 2             | 0             | 38     | 3      |
| 2015–16                | «Лейтон Орієнт»        | ДФЛ                    | 17        | 3         | КА+КЛ              | 2+0                | 0                  | -                    | -                    | -                    | ТФЛ           | 0             | 0             | 19     | 3      |
| Усього «Лейтон Орієнт» | Усього «Лейтон Орієнт» | Усього «Лейтон Орієнт» | 51        | 6         |                    | 4                  | 0                  |                      | -                    | -                    |               | 2             | 0             | 57     | 6      |
| 2016–17                | «Стівенідж Боро»       | ДФЛ                    | 17        | 2         |                    | 0+2                | 0                  | -                    | -                    | -                    | -             | -             | -             | 19     | 2      |
| Усього за кар'єру      | Усього за кар'єру      | Усього за кар'єру      | 414+7     | 39+1      |                    | 34                 | 3                  |                      | -                    | -                    |               | 2             | 0             | 457    | 43     |

## Титули і досягнення
- Переможець Карибського кубка: 2014
- Срібний призер Золотого кубка КОНКАКАФ: 2015